# 九州カード
九州カード株式会社（きゅうしゅうカード、The Kyushu Card Co.,Ltd.）は、西日本フィナンシャルホールディングス（西日本FH）傘下のクレジットカード会社。

## 概要
西日本シティ銀行の子会社（元々は旧：福岡シティ銀行の子会社で、親会社の合併により、2005年に旧：西日本銀行系の西銀カードを合併）だったが、西日本シティ銀行らによる金融持株会社設立に伴い、2016年10月3日から西日本FHの子会社となった。
VJAのブラザーカンパニー並びにジェーシービー（JCB）及び三菱UFJニコスのUFJカードのフランチャイジーとしてクレジットカードの発行や加盟店の開拓を行っている。
NTTデータと共同で韓国の大手カード会社「新韓カード」（新韓銀行グループ）、「KB国民カード」（国民銀行グループ）との提携により、日本国内において韓国国内専用のハウスカードの取り扱いを開始した。

## 提携している銀行
次の銀行と提携し、提携カードを発行している（括弧内は、提携カードの名称を示す。※印はキャッシュカード一体型）。
- 西日本シティ銀行（ALL IN ONE カード※、西日本シティVISAカード）
- 長崎銀行 （長崎VISAカード）
- 佐賀共栄銀行 （KYOGINカード※、佐賀共栄VISAカード）
- 宮崎太陽銀行 （taiyo patona※、宮崎太陽VISAカード）
- 楽天銀行（楽天銀行ジョーヌカード※） - 旧:イーバンク銀行のイーバンクカードジョーヌを承継
- 西京銀行（西京VISAカード） - 2009年3月27日提携開始
- 南日本銀行（南銀VISAカード）
- 豊和銀行（ほうわVISAカード）
- 沖縄海邦銀行（かいぎんVISAカード）
- SBJ銀行（SBJ VISAカード）